# Duke Tshomba
 (juin 2023).
Duke Tshomba, né le 28 avril 1978 à Bruxelles (Belgique), est un ancien joueur belge de basket-ball.

## Biographie

### Carrière en club
Duke Tshomba a évolué dans les équipes de jeunes du Spirou Charleroi entre 1994 et 1997. Il rejoint ensuite l'AC Gilly, où il joue jusqu'en 1999. De 1999 à 2002, il poursuit sa carrière universitaire aux États-Unis, où il obtient un diplôme en philosophie.
En 2002, il revient à l'AC Gilly avant de rejoindre les Giants d'Anvers, où il joue pendant deux saisons. Il poursuit ensuite avec le Basic-Fit Brussels durant plusieurs années.
Entre 2006 et 2009, il évolue dans plusieurs clubs européens : les Solna Vikings (Suède), l'Omonia Cyprus (Chypre) et les Kangaroos d'Iserlohn (Allemagne). De retour en Belgique, il joue pour le BC Carnières, le Bree BBC, le Basics Melsele,, ainsi qu'à l'Athletic Brussels.